# Bataille de Pakokku et opérations de l'Irrawaddy
Théâtre d'Asie du Sud-Est de la Seconde Guerre mondiale
Batailles
Invasion japonaise de la Birmanie :
- Rivière Bilin
- Pont de la Sittang
- Pégou
- Barrage routier de Taukkyan
- Route Yunnan-Birmanie (Tachiao
- Oktwin
- Taungû)
- Shwedaung
- Prome
- Yenangyaung

Opérations en Birmanie (1942-1943) :
- Arakan
- The Hump
- Chindits
- Nord de la Birmanie et ouest du Yunnan

Opérations en Birmanie en 1944 :
- Chindits (2)
- Admin Box
- U-Go (Imphal
- Sangshak
- Court de tennis
- Kohima)
- Myitkyina
- Mogaung
- Mont Song

Opérations en Birmanie (1944-1945) :
- Meiktila et Mandalay
- Pakokku et Irrawaddy
- Colline 170
- Île de Ramree
- Tanlwe Chaung
- Dracula
- Elephant Point
- Coude de la Sittang

La bataille de Pakokku et les opérations de l'Irrawaddy sont une série de batailles entre l'armée indienne britannique (aidée par les forces alliées) contre l'armée impériale japonaise lors de la campagne de Birmanie du théâtre Chine-Birmanie, pendant la Seconde Guerre mondiale.
Les batailles et les opérations ont contribué à faciliter la prise de Rangoun en avril 1945.

## Arrière-plan

### Préparation
La poussée de la 31e division japonaise à Kohima avait conclu à un échec coûteux, la forçant finalement à une retraite désastreuse. La 33e division japonaise, la 15e division japonaise et la 1re division de l'INA avaient subi un sort similaire pendant la bataille d'Imphal. Les Japonais et leurs forces alliées ont compté au moins cinquante mille morts. Le commandement décida qu'il était temps de cibler le cœur de l'armée japonaise en Birmanie. Le plan du général William Slim au cours des mois de la mousson avait été la poursuite des Japonais vaincus à Kohima et les plaines d'Imphāl avec la 5e division d'infanterie indienne sur la route de Tiddim et la 11e division East Africa dans la vallée de Kabaw, jusqu'à ce que les deux se joignent Kalaymyo. Le prochain plan offensif était centré sur l'occupation de la Birmanie centrale, aussi loin au sud de Mandalay afin d'avancer le plus au sud et détruire les forces japonaises dans les plaines de Shewbo, au nord de l'Irrawaddy, où les blindés pourraient être utilisées. Les forces alliées ont traversé le Chindwin et les fers de lance des deux corps de la 14e armée (IVe et XXXIIIe corps) se déplaçaient dans des zones de combat sélectionnées, ce qui surprendra les Japonais car ceux-ci n'avaient prévu aucune opération majeure pendant la période de la mousson. La 14e armée britannique était maintenant confrontée à un obstacle majeur naturel (l'Irrawaddy) couvert par des Japonais déterminés. Le fleuve Irrawaddy fait environ 1 820 mètres de large et est parsemé de zones de sable perfides et mouvantes. Un croisement direct opposé aurait été très coûteux avec un faible pourcentage de réussite.

### Plan offensif
La nouvelle situation exigeait un plan différent, tournant sous surprise et traversant l'Irrawaddy pour mener des batailles majeures dans les plaines autour de Mandalay et dans les basses collines de Meiktila. Puisqu'il n'y avait pas assez d'équipement pour mener une traversée de rivière opposée, Slim planifia plusieurs traversée avec des plans de déception adéquats quant à l'endroit où le véritable assaut de force devait avoir lieu. Il fut décidé de mener une traversée suffisamment importante au nord de Mandalay pour attirer les principales forces ennemies, tout en effectuant le passage principal au sud des concentrations japonaises en dessous de Mandalay. Le plan révisé relatif à la 7e division d'infanterie indienne était le IVe corps, moins la 19e division (7e division indienne, 17e division d'infanterie indienne, 28e brigade East Africa, brigade Lushai et 255e brigade de chars indienne) avec pour objectif de se déplacer plein sud, descendre la vallée de Gangaw sur près de 300 milles, s'emparer d'une tête de pont sur l'Irrawaddy à Pakokku, puis frapper le sud-est avec des forces mécanisées à Meiktila et Thazi, assisté d'une force aérienne de soutien.

### Plan de la 7edivision
L'opération suivante à travers l'Irrawaddy devait être un magnifique coup de bravoure et de tromperie, qui devait rendre possible la destruction de l'armée japonaise en Birmanie. Cela impliquait une avancée dans la vallée de Gangaw et la traversée de la rivière Irrawaddy à Nyaung-U. Par la suite, une poussée rapide serait faite vers Meiktila, dont la capture devait couper les Japonais qui combattaient dans le nord et le centre de la Birmanie. L'opération de la 7e division d'infanterie indienne fut lancée par la 114e brigade d'infanterie indienne qui se déplaça à Tamu, construisant un tronçon de 180 miles (plus de 280 kilomètres) de route carrossable de Tamu à Gangaw en 15 jours. La 114e brigade et le quartier général de la division se déplacèrent le long de l'axe principal de la route de la vallée de Kaley. L'avance devait commencer le 19 janvier 1945 et les tâches de la 7e division d'infanterie indienne étaient les suivantes :
- Avancer et saisir la région de Pauk jusqu'au franchissement de Yaw Chaung au plus tard le 1er février 1945.
- S'emparer d'une tête de pont au-dessus de l'Irrawaddy entre Chauk et Pakokku pouvant être avancée vers Meiktila au plus tard le 15 février 1945.

## Bataille de Pakokku
Les Japonais avaient été vaincus dans les batailles de Kohima et d'Imphāl et l'offensive pour détruire les forces japonaises au nord de la rivière Irrawaddy était prévue avec une traversée surprise du fleuve. La 7e division d'infanterie indienne et d'autres formations devaient s'emparer d'une tête de pont sur l'Irrawaddy à Pakokku le 15 février 1945 et se déplacer vers le sud-est avec des forces mécanisées. Les opérations de la 7e division furent initiées par la 114e brigade d'infanterie indienne, qui était dirigée par le 4e bataillon, 5 Royal Gurkha Rifles (Frontier Force) (4/5 GR). Le bataillon quitta Merema le 4 décembre 1944 et atteignit la zone le 3 février 1945 ; il se posta sur l'objectif donné à Pakokku le 5 février 1945, après que la compagnie C, commandée par le major Beytagh, eut dégagé la route. Les Japonais bombardèrent les troupes depuis leurs positions à Kahnla, un village sur la rive sud de l'Irrawaddy.
Le 5 février, trois compagnies du 4/5 GR, dirigées par le capitaine Fisher, le major I. M. Brown (MC) et le commandant, le lieutenant-colonel J. H. Turner, encerclèrent le village de Kahnla. Une compagnie se déplaça plus à gauche et attaqua du nord-est, après avoir subi une attaque japonaise intense, tandis qu'une deuxième compagnie rejoignit le village de Kahnla pour l'attaque de l'ouest ; avec l'heure H fixée à 17 h 30. Celle-ci parvint à se frayer un chemin en envahissant la moitié de la position japonaise, notamment un solide bunker équipé de mitrailleuse moyenne (MMG). Pas moins de 30 Japonais furent tués, tandis que deux MMG, trois mitrailleuses légères (LMG) et vingt fusils furent capturés. L'un des blessés du bataillon était Bhagta Bahadur Gurung, dont le courage et le leadership exceptionnels dans l'attaque lui ont valu plus tard l'Ordre du Mérite indien (OIM). Brown reçut une autre barrette à sa Croix militaire. Ce sont deux des 41 récompenses majeures remportées par le 4/5 GR lors d'opérations du Théâtre CBI pendant la Seconde Guerre mondiale.
De nouvelles reconnaissances le 6 février ont indiqué que le reste de l'objectif était fermement détenu par les Japonais et le 7 février, le 4e bataillon / 1 Gurkha Rifles (4/1 GR) établit une base solide pour le 4/5 GR. Le 8 février, la compagnie de Brown effaça une autre position japonaise, en tuant douze et blessant trois Japonais. L'attaque principale prévue pour les premières heures du matin du 10 février, fut menée sans aucun soutien aérien en raison du mauvais temps. L'attaque débuta avec une compagnie avançant avec le soutien des chars de la 255e brigade de chars indiens (Gordon Highlanders). Dans l'après-midi, ils avaient capturé leur objectif. Le 4/5 GR subit une perte importante au cours de la bataille lorsque son commandant du bataillon a été tué. La résistance de la position japonaise était fanatique ; un seul prisonnier a été fait et 51 corps ont été dénombrés. Dans la nuit du 10 février 1945, les Japonais lancèrent six contre-attaques infructueuses et dans la nuit du 11 / 12 février 1945, tentèrent de s'infiltrer dans la position établie du 4/5 GR sans succès. Dans la nuit du 13 février, les troupes du 4/5 GR ont occupé des positions plus proches du village de Pakokku, appelé Sinlan, puis commencèrent à fouiller et à occuper la ville elle-même. Avec cette opération décimant près de l'effectif du bataillon japonais, la première étape de la tâche de la 7e division d'infanterie indienne a été achevée et prise de pied sur la rive ouest de l'Irrawaddy, en attente de nouvelles opérations. L'opération fut un magnifique coup de bravoure et de tromperie, rendant possible la prochaine phase de l'offensive pour la chute des Japonais en Birmanie.

### Opérations de l'Irrawaddy

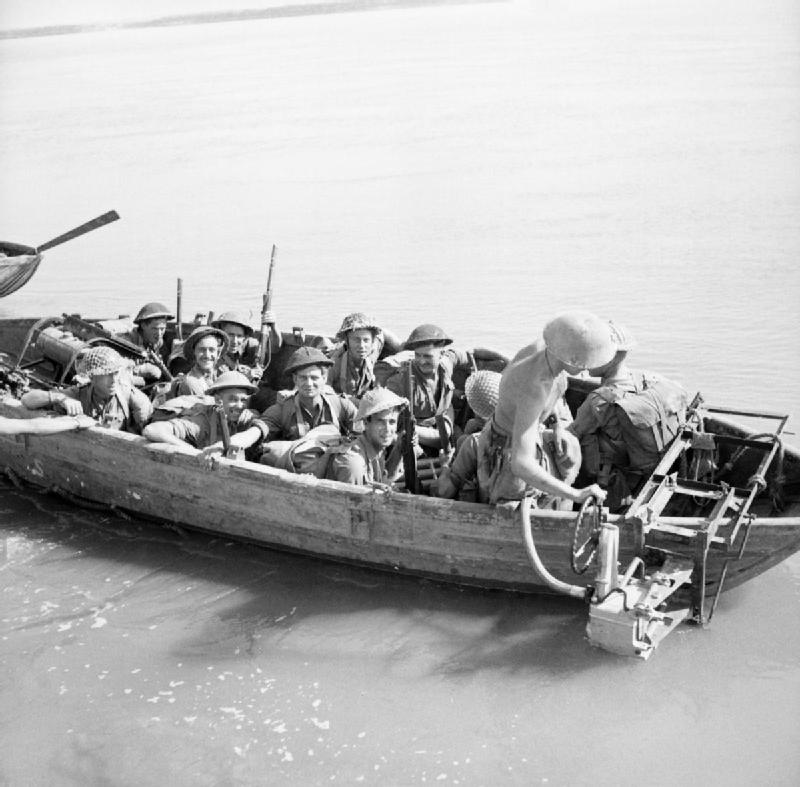
Hommes du régiment Dorset traversant l'Irrawaddy.

Après la prise de Pakokku par la 7e division d'infanterie indienne le 14 février, les forces alliées traversèrent le fleuve Irrawaddy à Nyaung-U, au nord de l'ancienne capitale birmane de Pagan. Le franchissement de la 7e division se fit sur un large front. L'attaque principale à Nyaung-U et un passage secondaire à Pagan (l'ancienne capitale et le site de nombreux temples bouddhistes) furent initialement désastreuses. Pagan et Nyaungu étaient défendus par deux bataillons du 4e régiment de guérilla de l'armée nationale indienne, dont un était en réserve. La 7e division indienne subit de lourdes pertes lorsque ses bateaux d'assaut tombèrent en panne sous les tirs de mitrailleuses balayant le cours d'eau. Finalement, le soutien des chars des Gordon Highlanders tirant sur la rivière et de l'artillerie en masse forcèrent les défenseurs de Nyaungu à se rendre. Dans la ville de Pagan, les troupes en défense, le 9e bataillon de l'armée japonaise ont fait un lourd tribut en offrant de la résistance au (1 / 11e régiment Sikh) avant de se replier sur le mont Popa.
Le 20 février, la plupart des forces ont traversé la rivière et capturé Meiktila, comme prévu. La capture de Pakokku par le 4/5 GR a ouvert la voie à de nouvelles opérations de la 17e division d'infanterie indienne. Le 19 février, le 4/5 GR a dégagé une île de 8 km de long et 5 km de large, dans l'Irrawaddy, au large de Pakokku, ce qui gênait le mouvement vers l'avant.
Le 24 février, les Gurkhas se sont déplacés au sud de Pakokku, ont traversé la rivière Irrawaddy et ont repris une partie de la tête de pont de Nyaung-U. Le 25 février, un escadron du 116e régiment RAC (Gordon Highlanders), qui fait partie de la 255e brigade de chars, a soutenu l'assaut du bataillon et le village a été rapidement sécurisé ; sept Japonais, dont un officier, ont été tués. Tout au long du mois d'avril, les Alliés ont continué à engager les Japonais dans la région, conduisant à la capture de Letse et Seikpyu. Le matin du 24 avril, les troupes de premier plan ont été immobilisées par un feu nourri depuis une crête avec une pagode dorée et un monastère. L'objectif a été capturé par une compagnie du 4/5 GR, dirigée par le capitaine G. W. Maycock, appuyée par une concentration d'artillerie lourde. Trente-neuf corps japonais ont été retrouvés. Le 30 avril, le 4/5 GR a sécurisé Pwinbu, puis s'est déplacé pour dégager la position japonaise de Pagan. Entre le 5 et le 8 mai, des assauts concertés sont lancés sur les positions japonaises, formant ainsi un anneau autour de la position depuis le sud le 6 mai, suivi par un barrage routier à l'arrière des Japonais le 7, pour finir par un assaut lancé sur Pagan le 8.

## Conséquences
Alors que ces opérations subsidiaires, mineures en comparaison, se déroulaient à l'ouest de l'Irrawaddy, la bataille de Mandalay s'était déroulée. Les Japonais avaient été définitivement et finalement battus. L'armée japonaise en Birmanie, à l'exception des troupes encore à l'est du fleuve Sittang, avait cessé d'exister en tant que force organisée et intégrée. Le 2 mai 1945, Rangoun avait été réoccupé et les plans du général Slim avaient abouti à une conclusion triomphante. La mousson était sur le point de se rompre et la phase suivante devait être une opération de nettoyage à grande échelle. Le 14 mai, le 4/5 GR quitta Pagan et, après plusieurs changements de lieu, arriva à Allanmyo, à 65 km au nord de Prome. Des ordres furent bientôt reçus le 27 mai pour déménager à Prome en vue de futures tâches opérationnelles.
En raison de son implication dans cette bataille, le Battle Honor « Irrawaddy » fut décerné au bataillon 4/5 GR.